# Lijiang (città)
Lijiang (丽江市S, LìjiāngshìP) è una città-prefettura che si trova nella provincia dello Yunnan, in Cina. Il nome originale dell'antica città di Lijiang è Dayan (大研古镇). A seguito delle riforme amministrative del governo cinese di fine XX secolo, il territorio municipale è stato esteso ai confini dell'intera prefettura, che comprendono principalmente aree rurali. Occupa una superficie di 21219 km², con una popolazione di 1 244 769 abitanti (censimento 2010), per una densità di 58,66 ab./km².
Nel 1996 un terremoto di magnitudo 7.0 della scala Richter distrusse la città che allora aveva 10000 abitanti, in seguito fu ricostruita ed ampliata,trasformata in un polo turistico internazionale, che ne ha cambiato le caratteristiche originali.

## Geografia antropica

### Suddivisioni amministrative
La città-prefettura di Lijiang comprende un distretto, che è il capoluogo ed ospita gli uffici principali dell'amministrazione prefettizia, due contee e due contee autonome:
| La città-prefettura di Lijiang e le sue suddivisioni | La città-prefettura di Lijiang e le sue suddivisioni | La città-prefettura di Lijiang e le sue suddivisioni | La città-prefettura di Lijiang e le sue suddivisioni | La città-prefettura di Lijiang e le sue suddivisioni | La città-prefettura di Lijiang e le sue suddivisioni | La città-prefettura di Lijiang e le sue suddivisioni |
| ---------------------------------------------------- | ---------------------------------------------------- | ---------------------------------------------------- | ---------------------------------------------------- | ---------------------------------------------------- | ---------------------------------------------------- | ---------------------------------------------------- |
|                                                      |                                                      |                                                      |                                                      |                                                      |                                                      |                                                      |
| #                                                    | Nome                                                 | Carattere cinese                                     | Pinyin                                               | Popolazione (stima del 2003)                         | Superficie (km²)                                     | Densità (ab./km²)                                    |
| 1                                                    | Distretto di Gucheng (capoluogo)                     | 古城区                                               | Gǔchéng Qū                                           | 140.000                                              | 1.127                                                | 124                                                  |
| 2                                                    | Contea di Yongsheng                                  | 永胜县                                               | Yǒngshèng Xiàn                                       | 380.000                                              | 5.099                                                | 75                                                   |
| 3                                                    | Contea di Huaping                                    | 华坪县                                               | Huápíng Xiàn                                         | 150.000                                              | 2.266                                                | 66                                                   |
| 4                                                    | Contea autonoma naxi di Yulong                       | 玉龙纳西族自治县                                     | Yùlóng Nàxīzú Zìzhìxiàn                              | 210.000                                              | 6.521                                                | 32                                                   |
| 5                                                    | Contea autonoma yi di Ninglang                       | 宁蒗彝族自治县                                       | Nínglàng Yízú Zìzhìxiàn                              | 240.000                                              | 6.206                                                | 39                                                   |

## Monumenti e luoghi d'interesse
- Città vecchia di Lijiang, dichiarata patrimonio dell'umanità dall'UNESCO nel 1997.

## Amministrazione

### Gemellaggi
- Albi, Francia
- Kazan', Tatarstan,  Russia[2]
- Roanoke, Virginia,  Stati Uniti
- New Westminster, Columbia Britannica,  Canada
- Takayama,  Giappone

## Filmografia
- Zhang Yimou: Mille miglia... lontano. Cina, Hong Kong, Giappone, 2005 - Film ambientato a Lijiang

## Galleria d'immagini

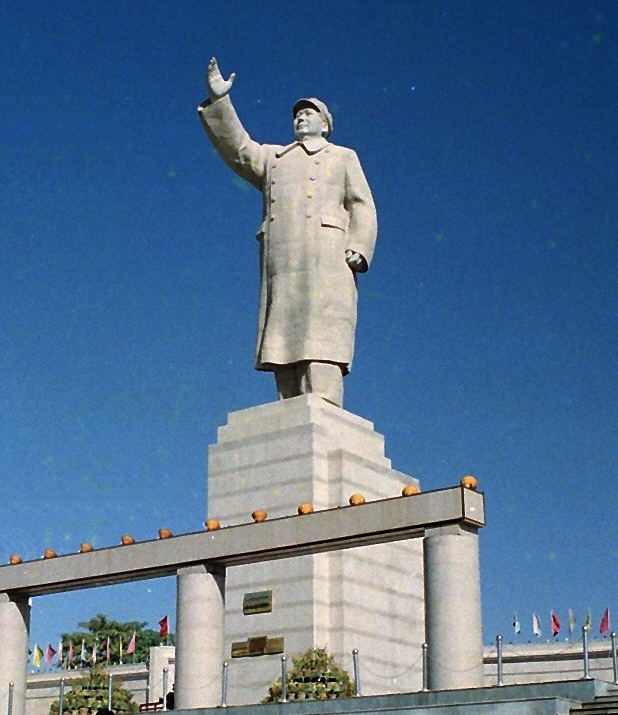
Statua di Mao Zedong
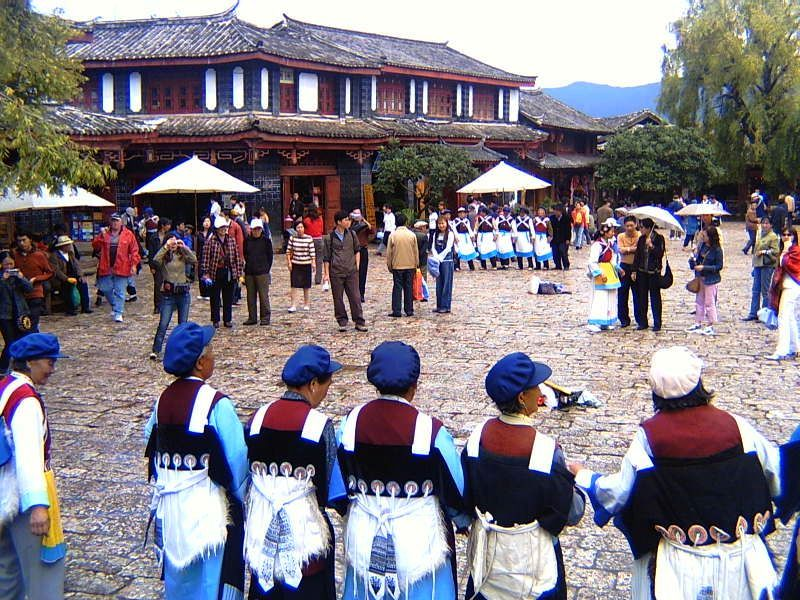
Celebrazione naxi nel centro cittadino
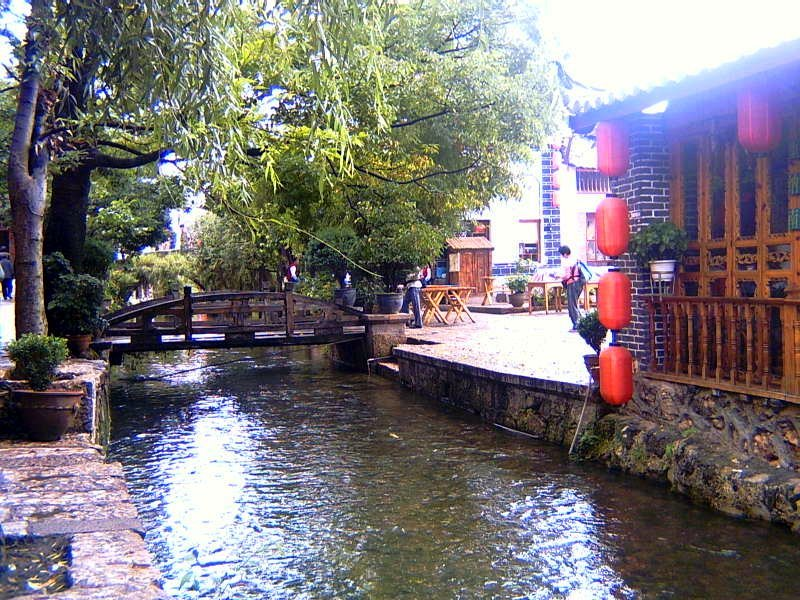
Tradizionale ponte e canale naxi
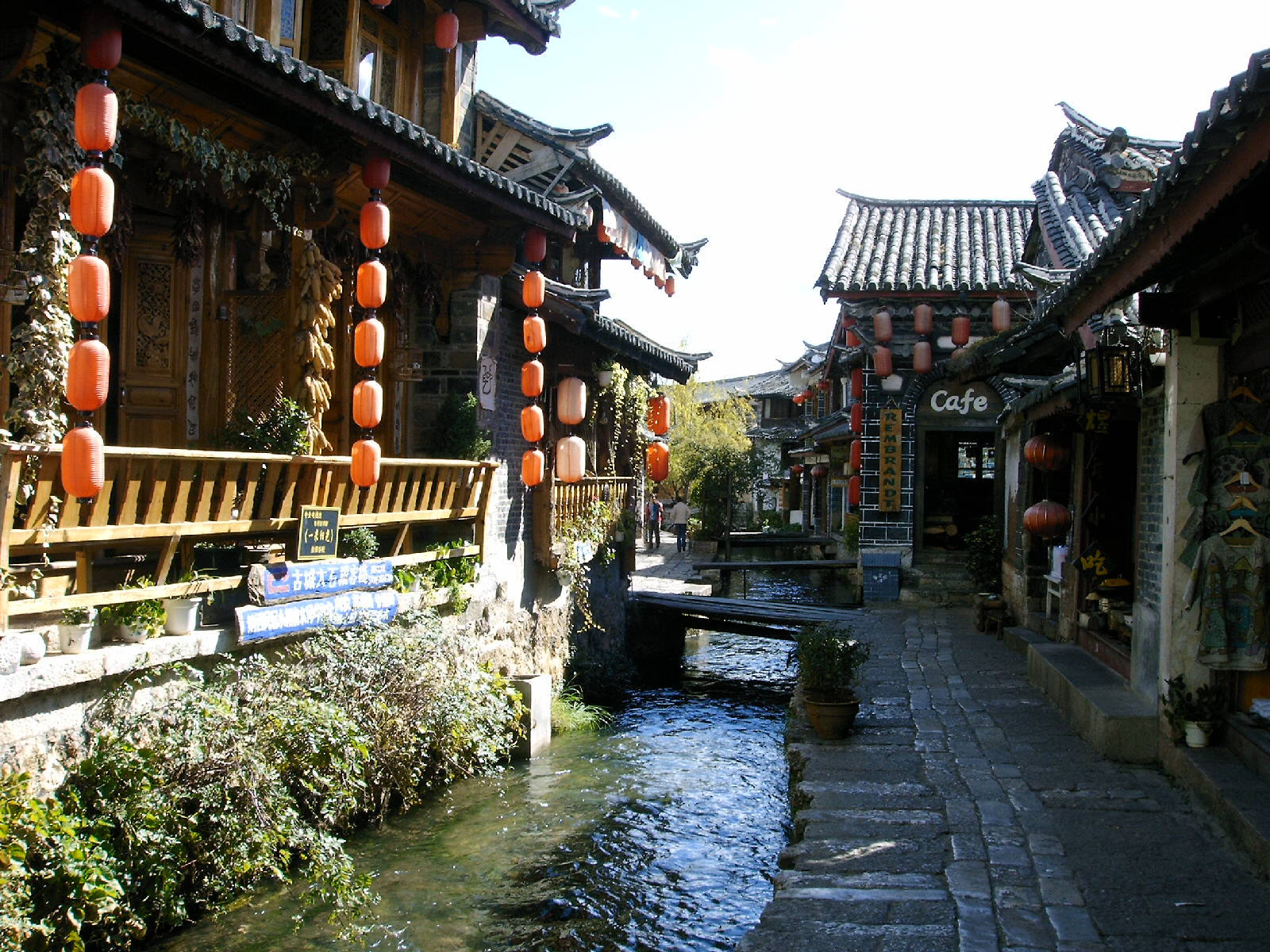
Architettura naxi
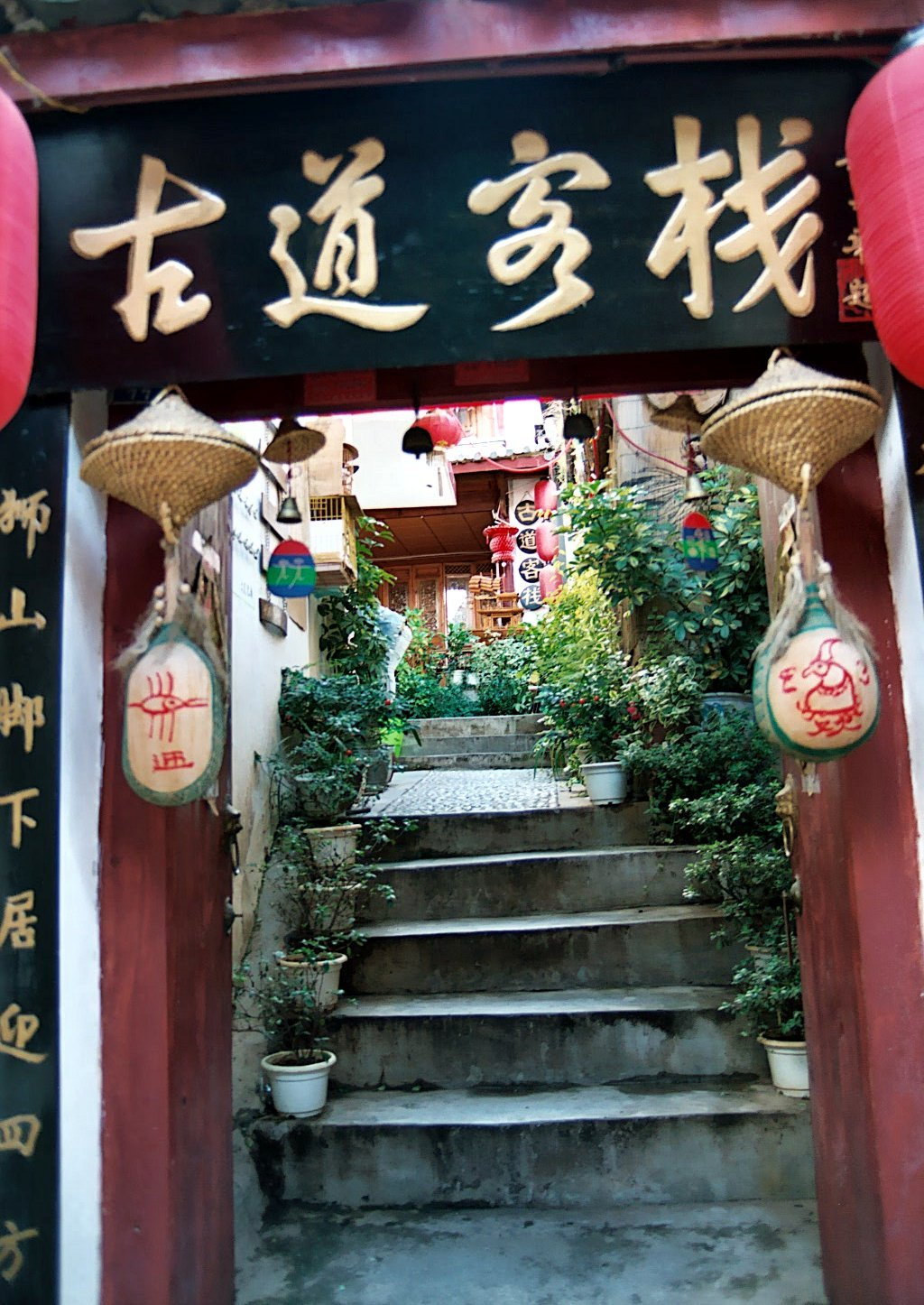
Caratteristico angolo del centro cittadino
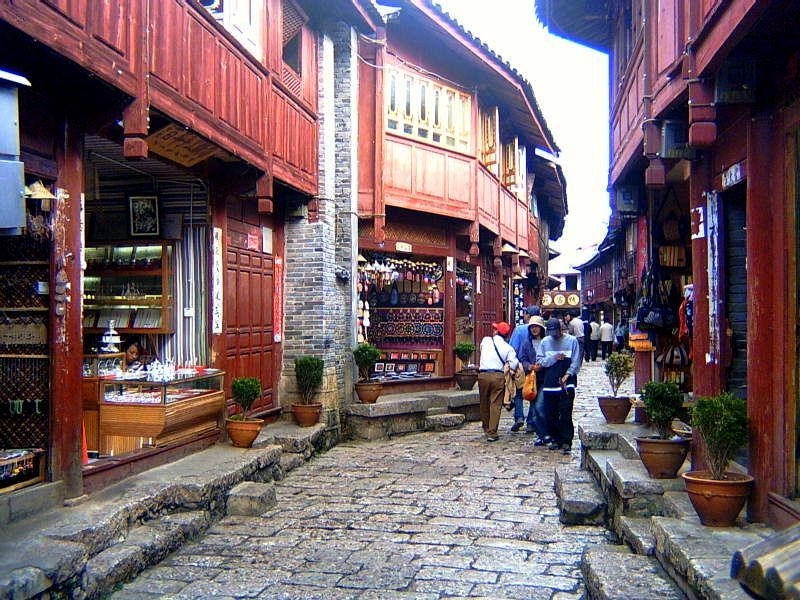
Calle centrale
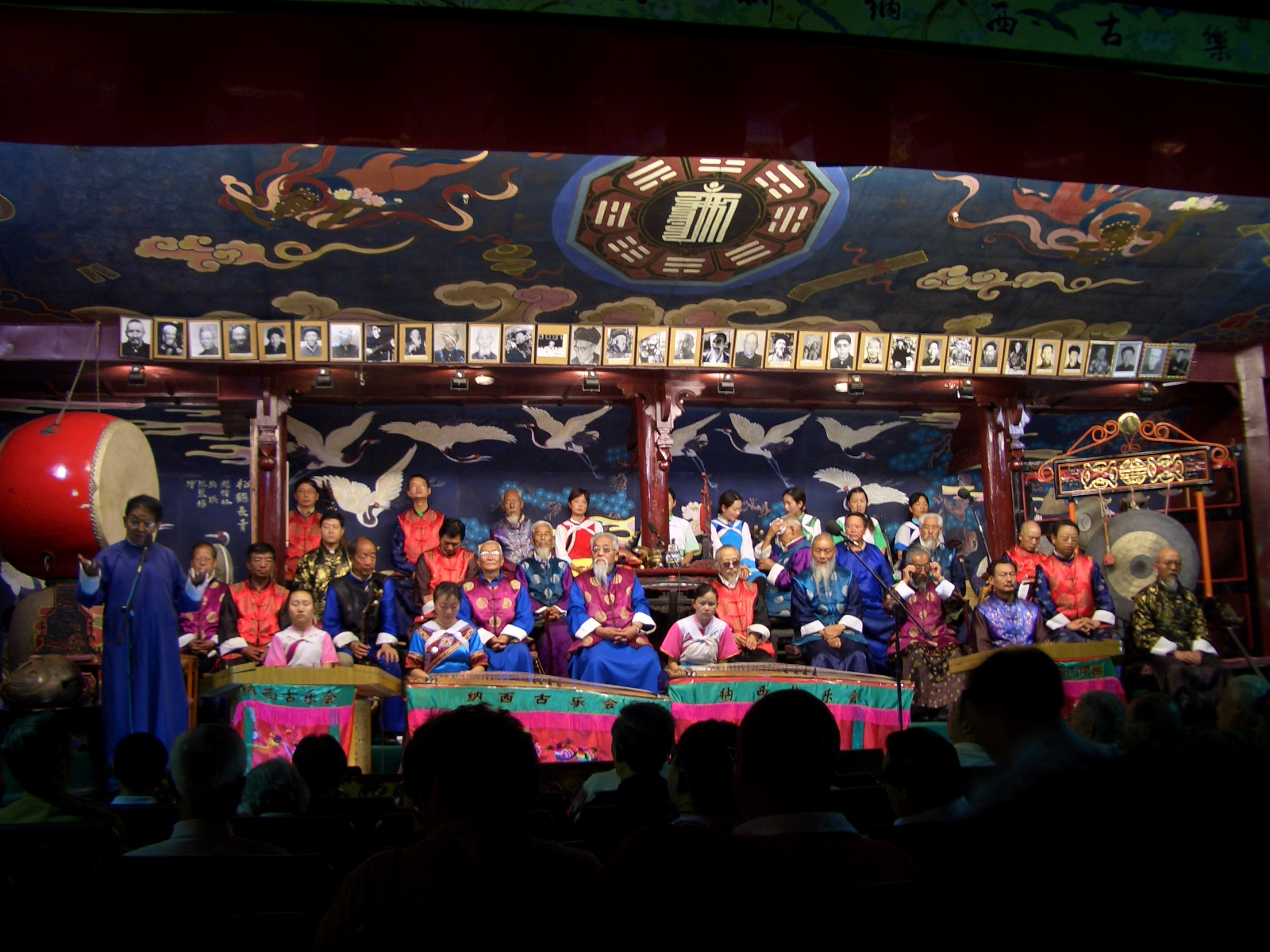
Musicisti naxi
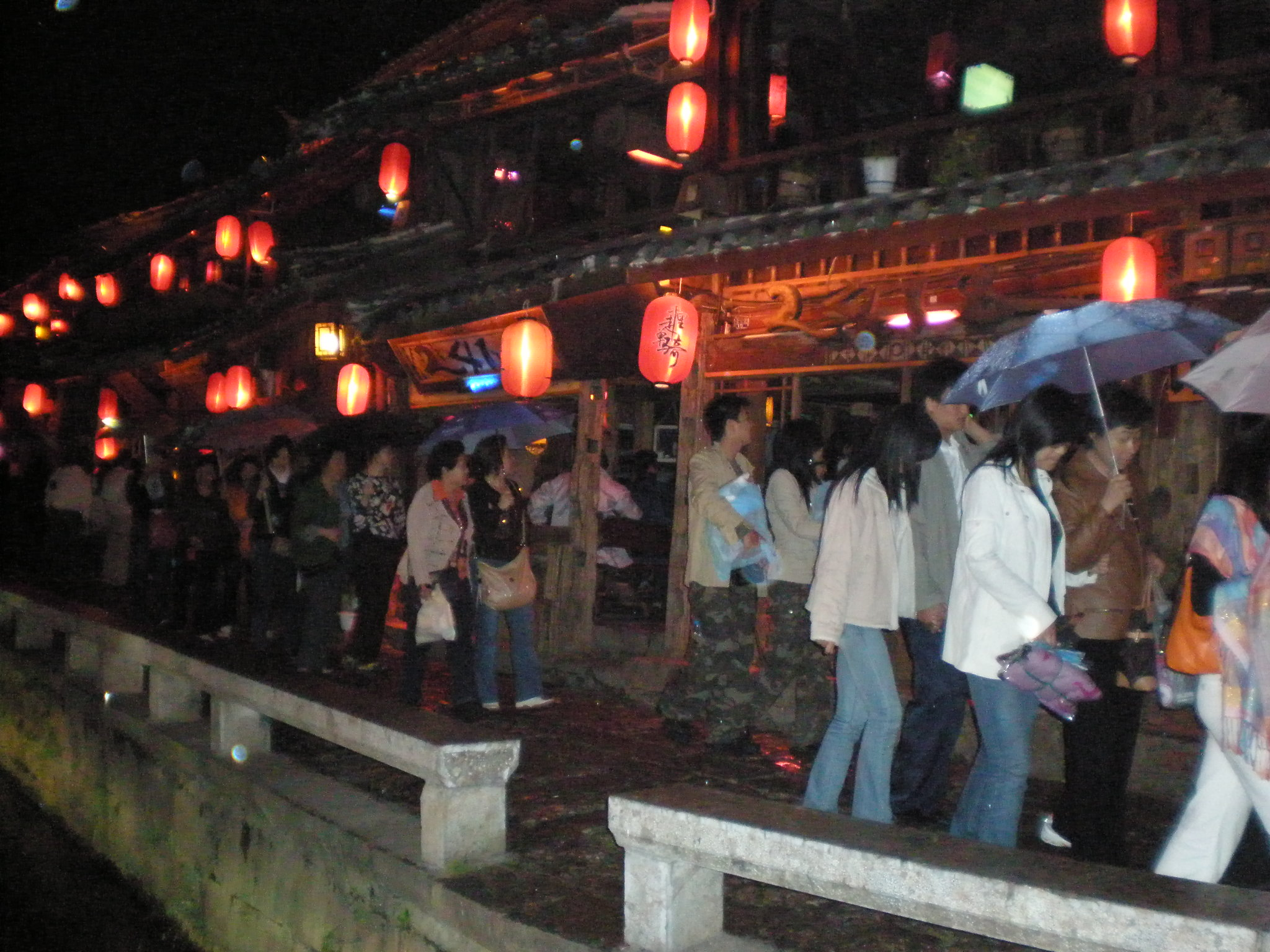
Turisti nella Lijiang notturna
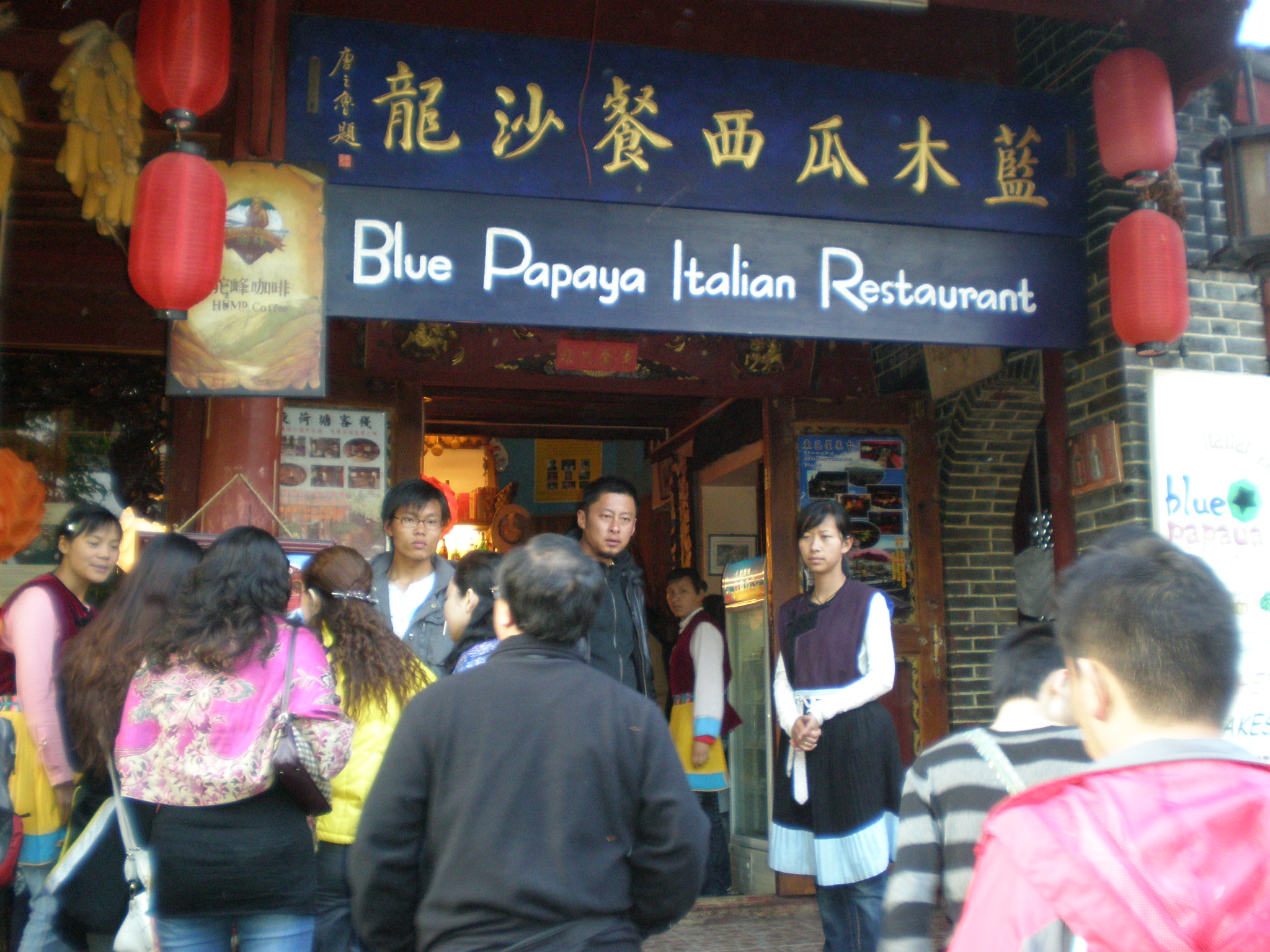
Ristorante italiano in stile naxi
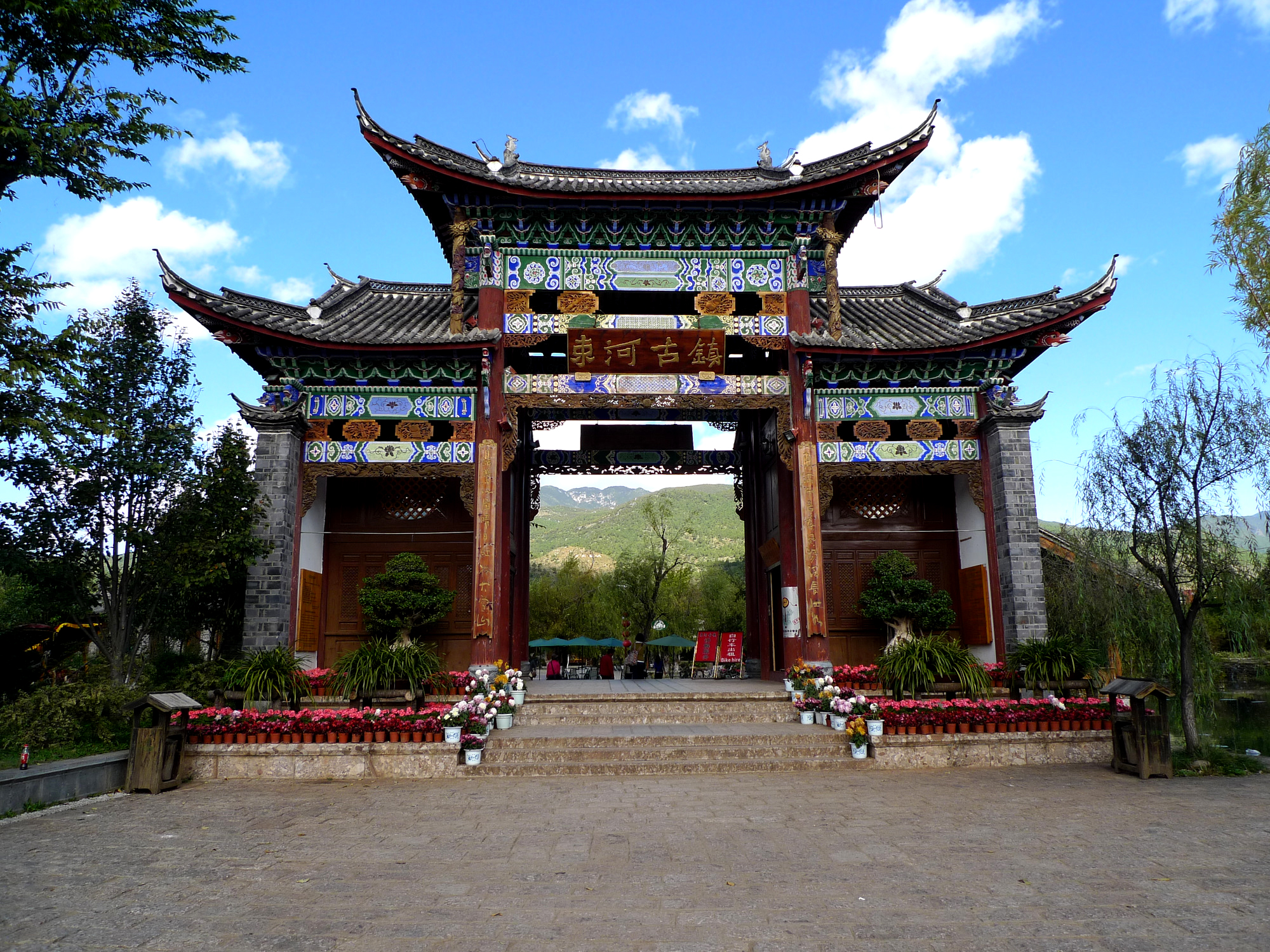
Ingresso di un tempio
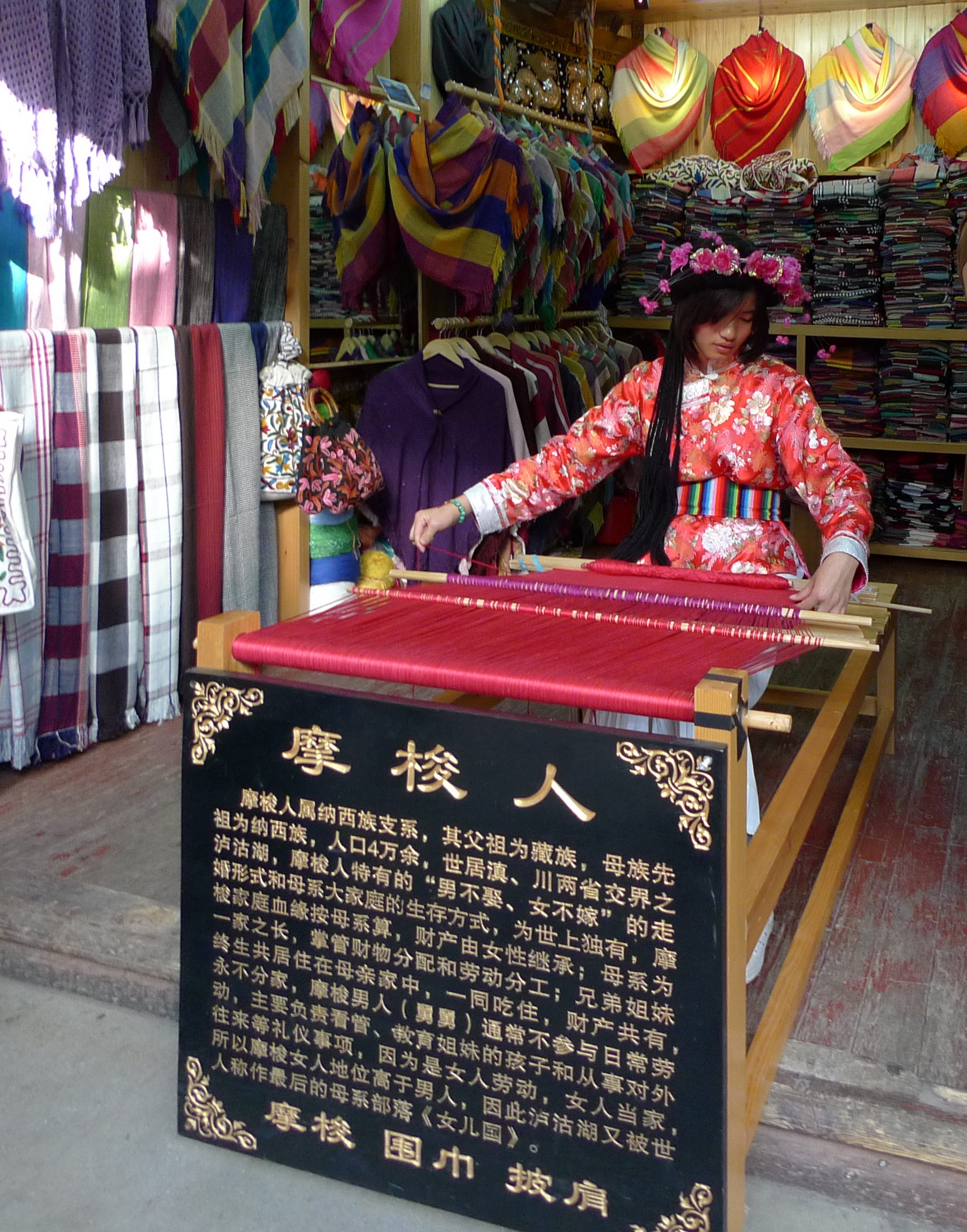
Ragazza mosuo intesse stoffe tradizionali
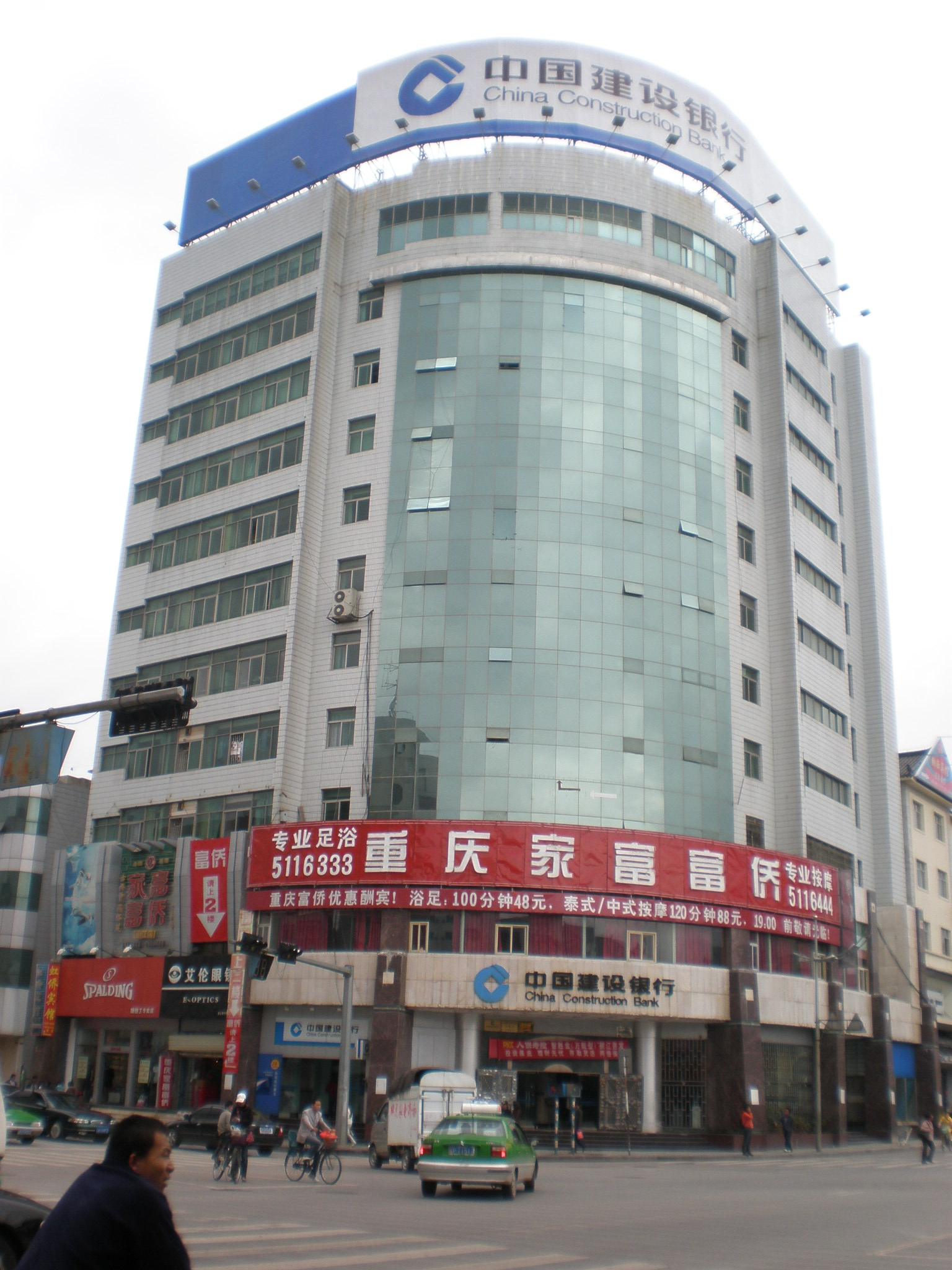
Edificio in stile cinese moderno nella parte nuova della città